# Hans Schmelzle
Hans Schmelzle (* 1. Oktober 1874 in Buch; † 7. März 1955 in München) war ein deutscher Jurist, Verwaltungsbeamter und Politiker (BVP).

## Leben
Hans Schmelzle wurde am 1. Oktober 1874 als Sohn eines Landwirts in Buch bei Illertissen geboren. Nach dem Abitur 1894 am Gymnasium in Dillingen studierte er Altphilologie, Rechtswissenschaft und Nationalökonomie an der Ludwig-Maximilians-Universität München. Seit Studienbeginn war er ein sehr aktives Mitglied der katholischen Studentenverbindung K.St.V. Ottonia München im KV, mehrfach übernahm er dort Ämter im Vorstand. Schmelzle wurde 1897 zum Dr. oec. publ. promoviert, bestand 1901 das zweite juristische Staatsexamen und trat sodann in den bayerischen Staatsdienst ein. Seit 1916 war er Bezirksamtmann von Sonthofen. Darüber hinaus wirkte er im bayerischen Kriegsernährungswesen mit und betätigte sich als Unterhändler für eine deutsch-österreichische Wirtschafts- und Zollunion.
Während der Zeit der Weimarer Republik trat Schmelzle in die Bayerische Volkspartei (BVP) ein. 1919 lehnte er seine Berufung zum Staatsminister für Landwirtschaft ab, woraufhin Karl von Freyberg statt seiner als Landwirtschaftsminister vereidigt wurde.
Schmelze war seit 1919 Regierungskommissar und übernahm im gleichen Jahr die Leitung der Bayerischen Landwirtschaftsbank. Er trat 1920 unter Gustav Ritter von Kahr als Ministerialrat ins Bayerische Außenministerium ein und wurde dort ein Jahr später zum Staatsrat ernannt. In dieser Funktion verfasste er die ersten beiden von insgesamt vier Regierungsdenkschriften zur Reichs- und Verfassungsreform, in denen Bayern föderale Grundsätze für das Verhältnis zwischen dem Reich und den Ländern einforderte.  Von 1931 bis zu seinem Eintritt in den Ruhestand 1939 fungierte er als Präsident des Bayerischen Verwaltungsgerichtshofes, seit 1933 zugleich als Beisitzer beim Staatsgerichtshof für das Deutsche Reich. Hans Schmelzle starb am 7. März 1955 in München.
Am 28. Juni 1927 wurde Schmelzle als Staatsminister der Finanzen in die von Ministerpräsident Heinrich Held geführte Regierung des Freistaates Bayern berufen. Von diesem Amt trat er am 20. August 1930 zurück, nachdem der Landtag zuvor die Einführung der von ihm favorisierten „Schlachtsteuer“ abgelehnt hatte.